# Bresles
Bresles là một xã thuộc tỉnh Oise trong vùng Hauts-de-France tây bắc nước Pháp. Xã này nằm ở khu vực có độ cao trung bình 63 mét trên mực nước biển.
Thị trấn nằm 88 km về tây bắc của Paris.